# Cytheropteron palton
Cytheropteron palton är en kräftdjursart som beskrevs av Bold 1966. Cytheropteron palton ingår i släktet Cytheropteron och familjen Cytheruridae. Inga underarter finns listade i Catalogue of Life.